# Zig-Zig
Pour les articles homonymes, voir Zig.
Pour plus de détails, voir Fiche technique et Distribution.
Zig-Zig est un film français réalisé par László Szabó sorti en 1975.

## Synopsis
Marie et Pauline sont deux chanteuses de cabaret, qui rêvent de s'offrir un chalet à la montagne. Pour ce faire, les deux femmes se prostituent. Marie se trouve mêlée à une affaire concernant l'enlèvement de la femme d'un de ses clients. De plus, elle découvre que Pauline est dans le coup. Un policier retraité résout l'affaire.

## Fiche technique
- Réalisation : László Szabó
- Scénario : László Szabó
- Musique : Karl-Heinz Schäfer
- Direction de la photographie : Jean Pierre Baux
- Durée : 89 minutes
- Date de sortie : 1er janvier 1975

## Distribution
- Catherine Deneuve : Marie
- Bernadette Lafont : Pauline
- Walter Chiari : Walter, le clochard
- Stéphane Shandor : l'inspecteur Bruyère
- Jean-Pierre Kalfon : le guitariste
- Georgette Anys : la cantatrice
- Jean-Pierre Maud : Edelweiss
- Hubert Deschamps : Monsieur Jean
- Noël Simsolo

## Autour du film
- C'est le seul film pour lequel, à la demande du réalisateur, Catherine Deneuve fut aussi productrice.
- Catherine Deneuve raconta qu'il s'agissait d'un des tournages les plus chaotiques qu'elle ait vécu, le réalisateur Laszlo Szabo étant constamment ivre sur le plateau[1].